# I tusental går själar in
I tusental går själar in är en psalm med text skriven 1888 av okänd upphovsman och musiken är engelsk. Texten översattes till svenska av Erik Leidzén.

## Publicerad i
- Segertoner 1988 som nr 492 under rubriken "Att leva av tro - Kallelse - inbjudan".[1]